# Muker
Muker – wieś w Anglii, w hrabstwie North Yorkshire, w dystrykcie (unitary authority) North Yorkshire. Leży 84 km na północny zachód od miasta York i 347 km na północny zachód od Londynu.